# クロアタン (護衛空母)
クロアタン (USS Croatan, AVG/ACV/CVE-25) は、アメリカ海軍の護衛空母。ボーグ級航空母艦の1隻。艦名はノースカロライナ州沖のクロアタン・サウンドに因んで命名された。

## 艦歴
クロアタンは海事委任契約の下ワシントン州タコマのシアトル・タコマ造船所で1942年4月15日に起工した。1942年8月1日にJ・S・ラッセル夫人によって進水し、1943年4月28日にJ・B・ライアン艦長の指揮下就役した。
1943年7月2日にクロアタンはサンディエゴを出航し、7月19日にノーフォークに到着する。対潜攻撃グループの核として8月5日に出航し、大西洋での船団護衛に従事した。クロアタンの艦載機部隊は二度の対潜水艦戦闘を行い、9月5日には夜間飛行作戦を開始した。クロアタンは9月22日にノーフォークに帰還した。
1943年10月17日から12月29日までクロアタンはカサブランカへの二度の航空機輸送任務を行う。その後1944年1月14日から2月27日まで対潜水艦哨戒任務を行った後、アナポリスで海軍調査研究所の試験に参加する。3月24日から5月11日までクロアタンは対潜水艦巡航で大きな戦果を挙げた。4月7日に艦載機部隊は北緯40°18′、西経62°22′の海域で駆逐艦シャンプリン (USS Champlin, DD-601) 、護衛駆逐艦ヒューズ (USS Huse, DE-145) と共同で U-856 を撃沈した。4月25日の夜から4月26日の朝にかけて、北緯17°54′、西経38°05′の海域で、4隻の護衛と共同して U-488 を撃沈した。また6月2日から7月22日までの巡航においても、6月10日に艦載機部隊と護衛駆逐艦フロスト (USS Frost, DE-144) 、ヒューズ、インチ (USS Inch, DE-146) が U-490 を攻撃し、翌日浮上させることに成功した。艦長を含む60名が救助され、U-490 は北緯42°47′、西経40°08′で沈められた。7月3日には艦載機部隊とフロスト、インチが U-154 を北緯34°00′、西経19°30′の海域で撃沈している。
海軍調査研究所で短期間のオーバーホールとレーダー試験を行った後、クロアタンは1944年8月20日に出航する。9月15日にハリケーンで破壊されたウォリントン (USS Warrington, DD-383) の生存者を救助する。10月1日にノーフォークに帰還し、 グアンタナモ湾とバーミューダで対潜訓練を行い、その後東方高速任務群に上空護衛を行った後、1945年2月4日にニューヨークに帰還する。翌月はパイロット認証訓練に従事し、3月25日にノーフォークを出航しドイツ潜水艦に対する護衛任務に就く。4月16日、同行の駆逐艦フロストとスタントン (USS Stanton, DE-247) は U-880 と U-1235 を北緯47°53′、西経30°26′の海域で撃沈する。クロアタンはアージェンティア経由でニューヨークに5月14日到着しオーバーホールに入る。
1945年9月15日から11月3日までクロアタンはクォンセット・ポイントでパイロット認証訓練を行い、11月23日にノーフォークを出航、フランスのルアーブルから二度の帰還兵輸送任務を行う。1946年5月20日にクロアタンはノーフォークで予備役となり、1958年6月16日に民間人の乗員が乗り組み就役することなく輸送任務を開始する。1963年8月にF-104 スターファイター23機をノルウェー空軍第331航空団に運搬する。1964年10月から1965年5月までNASAの実験船として使用され、1970年9月15日に除籍、1971年にスクラップとして廃棄された。